# カイブツ
カイブツは、日本テレビで2007年10月13日から2008年3月22日にかけて、毎週土曜25:20～25:50（JST、日曜日未明）に放送されていた大学生芸人紹介バラエティ番組。

## 概要
- 大学のお笑いサークルなどで活動している学生を毎週3組紹介する番組。(事務所に所属している芸人が出場することもある。)
- 出場者には商品券、ロジンバッグ(滑り止め)などが贈られる。
- 2008年2月9日より大学生がパフォーマンスを披露する内容に変更。

## 出演者
- 司会:きたろう、大竹一樹
- アシスタント:山岡由依
- ナレーション:茂木淳一
- 大学生芸人3組

## 主な出演芸人
当時すでに事務所に所属していた芸人、または後に事務所に所属した芸人を掲載。
- ななまがり （baseよしもと、大阪芸術大学 落語研究寄席の会）- 2007年10月14日、2007年12月8日、2008年2月2日
- 戦艦蓮見。 （東洋大学落語研究会、のち太田プロダクション所属 現在は元「ヤッコサンダットサン」手塚、ベーグル吉村とのトリオ「ギャルズ」として活動）- 2007年10月21日、11月25日、2008年1月13日
- 野武士。 （東洋大学落語研究会　蓮見将啓は現在は「ギャルズ」、鈴木弘治は後に「リンシャンカイホウ」（ワタナベエンターテインメント所属）メンバー（2016年3月解散））- 2007年11月3日
- 会長!　（フリー、国士舘大学・東京農業大学　五島麻衣子はピン芸人「ごとさん」、現在はコンビ「大吟嬢」として活動）- 2007年11月3日
- 青春バニラ （ニュースタッフエージェンシー、明治大学お笑いサークル木曜会Z）- 2007年10月28日
- 美沢良太 （オフィスプラム、埼玉大学お笑いサークル無印　その後ピン芸人「みさわ大福」として活動したのち引退。）- 2007年11月4日
- しげる （ニュースタッフエージェンシー、法政大学お笑いサークルHOS 後にコンビ「ハッピーボックス」メンバー（2010年11月1日解散））- 2007年11月11日
- ぽちょむきん （慶應義塾大学お笑い道場O-keis、解散 吉川は後にコンビ「ゲオルギー」として活動）- 2007年11月11日
- おもしろ半島 （千葉大学お笑いサークルP-RITTS、解散 大村はピン芸人「らむ」、後にコンビ「開運はーもにー」を経て現在はコンビ「みちばたコンサート」で活動） - 2007年11月18日
- ふんだりけったり （東京外国語大学お笑い同好会TUFSCC、解散 岡田萌枝はピン芸人、現在はコンビ「すごい論」として活動） - 2007年11月18日
- マウンテンバレー （ニュースタッフエージェンシー、明治大学お笑いサークル木曜会Z、解散　中野孝康は後にコンビ「なんぶ桜」メンバー（2017年8月解散）を経て、現在ピンで活動）- 2007年11月25日
- サザンクロス　（早稲田大学寄席演芸研究会　志々雄凱は後に「志々雄・桂」（ワタナベエンターテインメント所属、現在は解散）のメンバー、ピン芸人シシオガイを経て、現在はガイガジンのメンバーとして吉本興業所属）
- ミルクボーイ　（大阪芸術大学　後に吉本興業に所属し、M-1グランプリ2019年王者となる）- 2007年12月15日
- はた坊 （法政大学お笑いサークルHOS、後にコンビ「モラリスト」（現在は解散）メンバー）- 2007年12月23日
- Mサイズ （フリー（後に浅井企画所属、現在は活動休止）、日本大学・女子美術大学）- 2007年12月30日
- いしだとうふ（フリー、松山大学　現在は浅井企画所属のコンビ「ドドん」メンバーの石田芳道）- 2008年1月26日

## ネット局
- 山形放送：火曜日24：34～25：04
- 静岡第一テレビ：土曜日25：20～25：50